# Полиомиелит
Полиомиелитът, наричан също детски паралич, е остро вирусно инфекциозно заболяване при хората, предавано по фекално-орален път. Източници на заразата са болни хора и вирусоносителите. Характеризира се с възпалителни изменения на сивото вещество на гръбначния мозък, вяли атрофични парализи, тежко протичане и висока смъртност. Причинява се от полиомиелитни вируси от род Enterovirus. Засягат се предимно деца на възраст 1 до 5 години.
Въпреки че около 90% от случаите на инфектиране протичат асимптоматично, вирусът може да предизвика различни симптоми при навлизането си в кръвта. При около 1% от случаите вирусът навлиза в централната нервна система, инфектирайки и разрушавайки главно двигателните неврони, което води до мускулна слабост и остра парализа. В зависимост от засегнатите нерви, парализата може да бъде няколко вида. Най-чест е спиналният полиомиелит, характеризиращ се с несиметрична парализа, обикновено на краката. Булбарната форма води до отслабване на мускулите, свързани с черепно-мозъчните нерви. Комбинацията от тези два вида се нарича булбо-спинална форма.
До 1954 г., когато започва имунизацията срещу това заболяване, полиомиелитът е бил широко разпространен. Проявявал се с големи епидемии. След въвеждането на живата полиомиелитна ваксина заболеваемостта е понижена рязко. Днес се наблюдават единични спорадични случаи и много рядко епидемични избухвания. Световната здравна организация обявява, че борбата с полиомиелита се намира в последния етап преди ликвидирането му. През 1994 г. Западното полукълбо е обявено за свободно от заболяването.

## Исторически сведения за заболяването
Детският паралич е познат отпреди повече от 3500 години. Древноегипетски изображения показват иначе изглеждащи здрави хора с изсъхнали крайници и деца да ходят с бастуни в ранна възраст. Хипократ описва епидемия от заболявания с парализи и мускулна атрофия. Една от теориите за куцотата на император Клавдий е, че се дължи на прекарана форма на полиомиелит в ранна детска възраст. Може би най-ранният регистриран случай на детски паралич е този на сър Уолтър Скот. Според него през 1773 г. в резултат на трудното израстване на няколко млечни зъба развива треска, която го лишава от силата на десния му крак.
Първото научно наименование на заболяването е направено през 1789 г. от английския лекар Майкъл Ъндъруд. Той описва полиомиелита като „слабост на долните крайници“. Първата добре описана епидемия от детски паралич е тази от 1834 г. преминала на остров Света Елена. През 1840 г. щутгартският ортопед Якоб Хайне отделя заболяването от други с наименованието детска спинална парализа, а диагнозата – poliomyelitis anterior acuta е въведена през 1884 г. от A. Kussmaul. На по-късен етап през 1890 г. шведският педиатър Карл Оскар Медин изследва епидемиологичните закономерности на полиомиелита. Поради сериозните приноси в изследването на заболяването на двама от учените, полиомиелитът е наречен Болест на Хайне-Медин.
През 1908 г. австрийският учен Карл Ландщайнер установява вирусната природа на причинителя.
Изолирани са три типа полиомиелитни вируси:
- Тип 1 – вирус Брунхилда. Наречен е на името на маймуната, от която е изолиран вирусът през 1936 г.
- Тип 2 – вирус Лансинг. Наречен е на град Лансинг в САЩ, където е изолиран през 1938 г.
- Тип 3 – вирус Леон. Наречен е на детето Леон, от което е изолиран вирусът 1937 г. в Лос Анжелис.

През 1952 г. Джонас Солк създава убита ваксина, а през 1954 г. Алберт Сабин изпробва жива ваксина в профилактиката на заболяването.

## Разпространение
Значително разпространение на полиомиелита се наблюдава в началото на 20 век. През 1950-те години е наблюдавана и Първата полиомиелитна пандемия. Най-сериозно е положението в град Копенхаген, където през 1952 г. заболяват 2722 деца. С въвеждането на активната имунизация на населението в световен мащаб, заболеваемостта от полиомиелит спада рязко. През 1988 г. Световната здравна асамблея приема Програма за ликвидиране на полиомиелита в света. Така заболяването ще бъде второто след вариолата, което е ликвидирано в световен мащаб.
Изкореняването на заболяването протича през няколко етапа, при което някои региони се освобождават от полиомиелита. Така например през 1994 г. Южна и Северна Америка са обявени за свободни от полиомиелита. През 2000 г. полиомиелитът е официално ликвидиран в 36 страни от западната част на тихоокеанския район, включително Китай и Австралия. Европа е обявена за свободна от полиомиелит през 2002 г. Между 2003 и 2005 г. в 25 държави, в които полиомиелитът е бил изличен, той отново се появява сред неваксинирано население. През 2012 г. полиомиелитът остава ендемично заболяване само в три страни – Нигерия, Пакистан и Афганистан, като обикновено понякога напуска пределите на страната и заразява хора в съседни държави. Така например, независимо от това, че вече десетина години заболяването е ликвидирано от Китай, през септември 2011 г. в граничен с Пакистан район е установен същият щам на вируса, като върлуващия в Пакистан. От януари 2011 г. в Индия не е регистриран случай на полиомиелит. Така година по-късно през февруари 2012 г. Индия отпада от списъка на ендемичните страни. Ако в рамките на две години не бъде регистриран нов случай, страната ще бъде обявена за свободна от заболяването.

### В България
В България най-висока заболеваемост е регистрирана през 1947 г. След въвеждането на масова имунизация през 1959 г., заболеваемостта рязко спада, а последният случай на полиомиелит е регистриран през 1970 г. Наблюдавани са обаче два пробива от неимунизирани или непълно имунизирани деца през 1966 – 1967 г. – 49 заболели и през 1991 г. – 46 заболели. Последните два епидемични взрива в България са през 1991 г. в резултат на внос на див полиовирус 1-ви тип от Таджикистан и през 2001 г. в резултат на внос също на див полиовирус 1 тип от Индия. И при двата случая са засегнати основно неимунизирани и непълно имунизирани деца от малцинствен произход. Пропускането на редовните имунизации сред някои малцинствени групи обрича децата на риск да развият редица ваксино-предотвратими инфекции, какъвто е и полиомиелитът.

## Етиология
Причинител на полиомиелита са три имунологично различни типа вируси от род Enterovirus на семейство Picornaviridae. Те са представители на едни от най-малките РНК вируси. Вирионът е представен от дясновъртяща се РНК и белтъчен капсид. Дължината на РНК веригата е около 7500 нуклеотида. Вирусната частица е с диаметър около 300 ангстрьома и икосаедрална симетрия. Чувствителни са към действието на дезинфекционни средства. Най-добър ефект имат хлорните препарати, приложени в подходяща концентрация. Изключително са издръжливи във външна среда – във вода се съхранява за около 100 дни, а в изпражнения до 6 месеца. Добре понася и замразяване. Не се разрушава от действието на стомашните сокове. Разрушава се при нагряване до 50 °C за около 30 минути. Бързо загива при кипене, под действието на ултравиолетови лъчи и при изсушаване. Нечувствителен е към антибиотици. Култивира се в клетъчни култури и притежава цитопатогенен ефект.

## Епидемиологични особености